# Polina Gurýewa
Polina Aleksandrowna Gurýewa (ur. 5 października 1999 w Aszchabadzie) – turkmeńska sztangistka, wicemistrzyni olimpijska z igrzysk w Tokio.

## Osiągnięcia
| Rok  | Zawody                      | Miasto   | Miejsce | Kategoria | Wynik  |
| ---- | --------------------------- | -------- | ------- | --------- | ------ |
| 2018 | Mistrzostwa świata juniorów | Taszkent | 7.      | 63 kg     | 195 kg |
| 2019 | Mistrzostwa świata juniorów | Suva     | 4.      | 64 kg     | 209 kg |
| 2019 | Mistrzostwa świata          | Pattaya  | 28.     | 64 kg     | 198 kg |
| 2021 | Letnie igrzyska olimpijskie | Tokio    | 2.      | 59 kg     | 217 kg |